# Rebecka Martinsson
Rebecka Martinsson är en fiktiv advokat som är huvudpersonen i Åsa Larssons kriminalromaner. Rebecka är advokat på advokatbyrån Meijer & Ditzinger i Stockholm. Rebecka medverkade första gången i boken  Solstorm år 2003. Boken släpptes som film 2007 där hon spelades av Izabella Scorupco. 2017 gjordes en TV-serie på TV4 baserat på böckerna om Martinsson där hon spelas av Ida Engvoll samt Sascha Zacharias.